# بدر آل زيدان
بدر آل زيدان (26 فبراير 1987) إعلامي وممثل سعودي

## حياته الشخصية
ولد في العاصمة الرياض وعاش في جدة حاصل على بكالوريوس في تأهيل ذوي الاحتياجات الخاصة تَخصص مسار سمعي، من جامعة الملك عبد العزيز ونال درجة الماجستير فيها كما عمل مُعلِّماً لذوي الاحتياجات الخاصة.
في العام 2013 تم تصنيفه من قبل مجلة «بيبول» ضمن أكثر مائة رجل جذاب إلى جانب براد بيت وجورج كلوني.

## مشواره المهني
كانت بدايته في الإعلام في سن الثامنة عشرة من خلال إعلانات تجارية للراديو والتلفزيون، كما قدّم عروض ازياء لعدة ماركات عام 2006 
عام 2007 عمل مراسلا في (شبكة راديو وتلفزيون العرب). انتقل بعدها للعمل كمذيع متعاون في قناة الغالية
توجه بعدها إلى قناة الآن وعمل فيها بين العامين 2009-2010. في عام 2011 قدم برنامج عالميا بالنسخة العربيه تحت مسمى (التجار) على التلفزيون السعودي أو كما يعرف باسم (Dragons den) الذي عرضته محطة (بي بي سي) وأتيح له من خلاله مقابلة أكبر تجار المملكة العربية السعودية منهم صالح كامل واحمد فتيحي وعبدالرحمن الحلافي وغيرهم.

### تجربته في العمل الإذاعي
عام 2011 كانت أولى خطواته في الراديو من خلال إذاعة ميكس إف إم، وكان من أول المتعاقدين ومن الجيل الأول المؤسس لهذه الإذاعة حيث قدم برنامجا يوميا بعنوان ترانزيت بمشاركة زميلته دينا رضا

### عمله مع إم بي سي
بدأ عمله في إم بي سي بتقديم برنامج Subscribe الشبابي. وبعد تصوير حلقات عدّة منه، لفت نظر المنتجين في المحطة، فطلبوا منه السفر إلى ماليزيا لتقديم برنامج «المصيدة» في نهاية عام 2013.
شارك في منتدى الإعلام العربي 2013 الذي أقيم في دبي حيث صنف كأصغر مذيع محاور.
عام 2014 عاد للإذاعة ببرنامج أسبوعي كل يوم جمعة بعنوان الليلة بدر على إذاعة إم بي سي إف إم
في عام 2014 أصبح الوجه الإعلاني لِشركة فيليبس (بالإنجليزية: Philips)‏ في الشرق الأوسط وشمال إفريقيا.
عام 2015 إنتقل لتقديم برنامج إي تي بالعربي بموسمه الأول بمشاركة مريم سعيد وناردين فرج تركه بعد ذلك ليخوض تجربته الثالثة في التمثيل
في أبريل 2016 عاد للتقديم من خلال برنامج صباح الخير يا عرب.
في التاسع عشر من أكتوبر 2016 قام بحلق شعره على الهواء مباشرة امام الكاميرا في برنامج صباح الخير يا عرب، وذلك كنوع من المساهمة في حملة التوعية للكشف عن مرض سرطان الثدي، وسرد بدر خلال قيامه بحلاقة شعره قصته مع والدته في فترة إصابتها بالمرض وشفائها منه داعيًا جميع النساء للكشف المبكر تجنباً للمرض وتداعياته عليهن وعلى أسرهن. وفي الثاني من ديسمبر 2017 قدم كواليس برنامجي المواهب ذا فويس كيدز: أحلى صوت (الموسم الثاني) وفي العاشر من فبراير عام 2018 قدم كواليس ذا فويس.

## البرامج التي قدمها
| اسم البرنامج           | عرض على           | العام      |
| ---------------------- | ----------------- | ---------- |
| التجار                 | التلفزيون السعودي | 2011       |
| ترانزيت                | ميكس إف إم        | 2011-2012  |
| سابيسكرايب (عدة حلقات) | إم بي سي 1        | 2013       |
| المصيدة                | إم بي سي 1        | 2013-2014  |
| الليلة بدر             | إم بي سي إف إم    | 2014       |
| إي تي بالعربي          | إم بي سي 4        | 2015       |
| صباح الخير يا عرب      | إم بي سي 1        | 2016 -2018 |
| ذا فويس كيدز: أحلى صوت | ام بي سي 1        | 2017-2018  |
| ذا فويس: أحلى صوت      | ام بي سي 1        | 2018       |

## في التمثيل
| سنة الإنتاج | اسم المسلسل        | الشخصية |
| ----------- | ------------------ | ------- |
| 2013        | ياسر 2020 (كرتوني) |         |
| 2013        | السلطانة           |         |
| 2016        | عود أخضر           |         |
| 2018        | الخطايا العشر      |         |

## في الكتابة
عام 2014 أصدر كتابه الأول  ابنة السلطان والذي انتقد داخل الوسط السعودي بسبب بعض الصور المنتشرة في مواقع التواصل الاجتماعي والإنترنت والتي اشيع أنها اقتباسات من كتابة «ابنة السلطان»، والتي تداولها المغردون بسخط وصخب. وقال بدر أنّه من غير المنطق أن تكون تلك الاقتباسات في كتاب أصدر وطبع في دار نشر محترمه كـ «دار كلمات»، مؤكداً على ضرورة التثبت وتناقل تلك الاقتباسات فضلاً عن نسبها لكتابه.
| سنة الإنتاج | الكتاب       | دار النشر |
| ----------- | ------------ | --------- |
| 2014        | ابنة السلطان | دار كلمات |

## شائعات وفاته
- ظهرت الشائعة الأولى لوفاته في يوليو 2013 لكنه أكد أنه بصحة وسلامة
- كما أشيع عام 2015 شائعة إصابته ووفاته على الحدود السعودية اليمنية لكنه نفاها[17]
- في أيار 2016 انتشرت شائعات عن وفاته بعد تعرضه لوعكة صحية أدخل على أثرها المستشفى لكنه طمأن محبيه عبر فيديوهات نشرها على صفحته في «سناب شات»، وظهر على سرير المرض، مشيراً إلى تعرضه لوعكة صحية أجبرته على دخول المستشفى وإجراء جراحة بين القلب والرئة. وطلب في فيديو ثانٍ من جمهوره الدعاء له بالشفاء، مشيراً إلى انه موجود داخل مستشفى في إمارة أبو ظبي[18][19]

## اتهامه بالمثلية الجنسية
في نهاية شهر أغسطس 2016 نشر فيديو على حسابه في سناب شات ينفي تهمة الشذوذ الجنسي.

## علاقته بمواقع التواصل الاجتماعي
- لَمِع نَجم بدر آل زيدان في بدايات عام 2013 عبر مواقع التواصل الاجتماعي مِثل تويتر وكيك وإنستغرام، حيث تخطت مشاهدات ما يطرحه الـ 25 مليون مشاهدة ويفوق مُشتركي صفحاته المليون ونصف المليون مشترك يُعتبر بدر من أكثر الأشخاص شهرةً في الشبكة الاجتماعية keek ليس فقط على مستوى العالم العربي وإنما على مستوى العالم [21] أن متابعيه في تويتر وانستقرام تعدى حاجز «المليون» متابع.[21]

## وصلات خارجية
- بدر آل زيدان في تويتر.
- بدر آل زيدان في الفيس بوك.